# 丹波市立崇広小学校
丹波市立崇広小学校（たんばしりつそうこうしょうがっこう）は、兵庫県丹波市柏原町柏原に所在する公立小学校。

## 沿革

### 年表
- 1873年（明治6年）2月 - 藩学校崇広館として開校。
- 1873年（明治6年）10月 - 崇広小学校と改称。
- 1892年（明治25年）4月 - 柏原町立崇広尋常高等学校と改称。
- 1941年（昭和16年）4月 - 国民学校令により、崇広国民学校と改称。
- 1947年（昭和22年）4月 - 学制改革により崇広小学校と改称。

## 通学区域
- 柏原町柏原
- 柏原町南多田
- 柏原町東奥
- 柏原町見長
- 柏原町上小倉
- 柏原町下小倉
- 柏原町北中
- 柏原町小南
- 柏原町石戸

## 進学先中学校
- 丹波市立柏原中学校

## 通学区域が隣接している学校
- 丹波市立進修小学校
- 丹波市立黒井小学校
- 丹波市立東小学校
- 丹波市立新井小学校
- 丹波市立南小学校
- 丹波市立久下小学校
- 丹波市立上久下小学校
- 丹波篠山市立大山小学校